# Lina Guérin
Lina Guérin (16 de abril de 1991) é uma jogadora de rugby sevens francesa.

## Carreira
Lina Guérin integrou o elenco da Seleção Francesa Feminina de Rugbi de Sevens, na Rio 2016, que foi 6º colocada.